# Новый Майзас
Новый Майзас — деревня в Кыштовском районе Новосибирской области. Административный центр Новомайзасского сельсовета.

## География
Площадь деревни — 83 гектара.

## Население
| 2002 | 2007 | 2010 |
| ---- | ---- | ---- |
| 438  | ↘404 | ↘346 |

## Инфраструктура
В деревне по данным на 2007 год функционируют 1 учреждение здравоохранения и 1 учреждение образования.